# Municipio de Lampazos de Naranjo
El municipio de Lampazos de Naranjo es uno de los 51 municipios en que se encuentra dividido para su régimen interior el estado mexicano de Nuevo León. Se encuentra en el norte del territorio estatal y su cabecera municipal es la ciudad de Lampazos de Naranjo.

## Geografía
El municipio de Lampazos se encuentra localizado en el norte del estado de Nuevo León y en los límites con el estado de Coahuila. Tiene una extensión territorial total de 3433.886 kilómetros cuadrados que equivalen al 5.40% de la superficie total del estado; cuyas coordenadas geográficas extremas son 26°38′ - 27°24′ de latitud norte y 99°57′ - 100°50′ de longitud oeste. Su territorio fluctúa entre una altitud máxima de 1 800 y mínima de 100 metros sobre el nivel del mar.
Sus límites corresponde al noreste, norte y este con el municipio de Anáhuac, al sureste y sur con el municipio de Vallecillo, al sur con el municipio de Sabinas Hidalgo, el municipio de Villaldama y el municipio de Bustamante; al oeste y noroeste limita con el estado de Coahuila, particularmente con el municipio de Candela y el municipio de Progreso.

### Orografía e hidrografía
La sierra de la Iguana cruza el municipio de norte a sur, en los límites del territorio municipal se encuentran el cerro El Carrizal y la Mesa de Catujanos. Su principal río es el Salado. En el año 2010, según los resultados del censo, en el municipio se computaron 5349 habitantes. Para el Conteo Nacional de Población y Vivienda del 2005 había 4428 habitantes.

## Demografía
De acuerdo a los resultados del Censo de Población y Vivienda realizado en 2010 por el Instituto Nacional de Estadística y Geografía, la población total del municipio de Lampazos de Naranjo asciende a 5 349 personas.

### Localidades
En el municipio se encuentran un total de 197 localidades, las principales y su población en 2010 son las siguientes:
| Localidad              | Población |
| Total Municipio        | 5 349     |
| Lampazos de Naranjo    | 5 026     |
| Horcones               | 80        |
| Las Presas             | 61        |
| Ranas                  | 51        |
| Golondrinas (Estación) | 19        |

## Política
El gobierno del municipio de Lampazos de Naranjo se encuentra a cargo de su ayuntamiento. Éste se encuentra integrado por el presidente municipal, un síndico y el cabildo conformado por un total de seis regidores, siendo electos cuatro por el principio de mayoría relativa y dos por el principio de representación proporcional. Todos los integrantes del ayuntamiento son electos mediante voto universal, directo y secreto por un periodo de tres años renovable para otro término inmediato. Entran a ejercer su cargo el día 31 de octubre del año de su elección.

### Representación legislativa
Para la elección de diputados locales al Congreso de Nuevo León y de diputados federales a la Cámara de Diputados federal, el municipio de Lampazos de Naranjo se encuentra integrado en los siguientes distritos electorales:
Local:
- Distrito electoral local de 21 de Nuevo León con cabecera en Sabinas Hidalgo.[4]

Federal:
- Distrito electoral federal 7 de Nuevo León con cabecera en García.[5]